# Kéklő-hegység
A Kéklő-hegység vagy Szinyák (ukránul: Синяк [Szinyak]) hegység a Kárpátokban, Ukrajna területén. Az Ung és a Latorca völgye között emelkedik. Északon a Turja völgye (az Ungi-Krajnya) és a Nagy-Pinye völgye (Szolyvai-medence) választja el a Róna-havastól. Már a 16. században Kék-bércnek nevezték. Közigazgatásilag Kárpátalja Ungvári és  Munkácsi járásához tartozik. Legmagasabb pontja a Dunavka (1018 m). A Kéklő-hegység nevet a két világháború közötti magyarosítási hullámban kapta.

## Tájbeosztás
- A Kárpát–Pannon-térség természeti tájbeosztása szerint az Északkeleti-Kárpátok nagytáj, azon belül a Vihorlát–Gutin-hegyvidék középtáj részét képező kistáj.[1]
- Az Ukrajnában használt felosztás szerint az Ukrán-Kárpátokhoz (a Kárpátok Ukrajna területére eső részéhez), azon belül a Vihorlát–Gutin-hegyvidék szerkezeti egységhez tartozik.[4] Az Ung és a Viznice patak közötti részét gyakran külön egységnek tekintik Makovica néven.[4][5]
- Az Északkeleti-Kárpátokon belül a belső vonulathoz sorolható. Más felosztás szerint a Belső-Keleti-Kárpátok(wd) része.

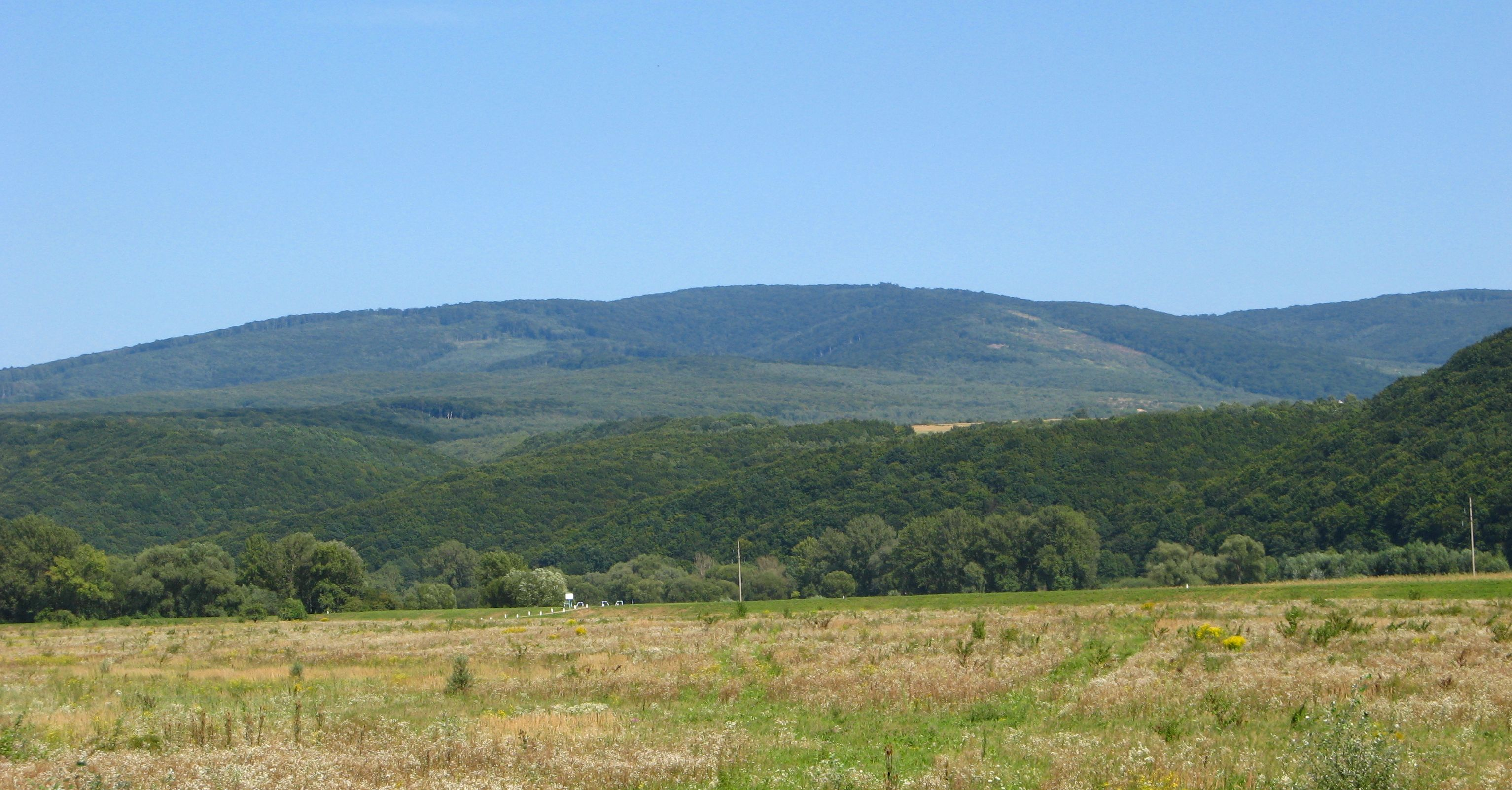
Antalóci-Polyána

## Domborzat
A Vihorlát–Gutin-hegyvidék fiatal, középső–felső-miocén vulkáni vonulat. A Kéklő-hegységet vulkáni tufák és szilárd kristályos kőzetek (andezitek, bazaltok) alkotják. Jellemző magassága 700–900 m. Legmagasabb pontja a Dunavka (1018 m), további meghatározó csúcsai a Makkos (976 m), az Antalóci-Polyána (971 m) és az Obavai-kő (979 m).
Két részre tagolható: nyugati része az Ung és a Sztára völgyei között található; gerince nyugat–keleti irányú, kissé ívelt hegyhát, melynek legmagasabb pontja a Makkos. Keleti része a Viznice völgyétől keletre húzódik, rövid, széles, délnyugat–északkeleti irányú gerinccel, egészen a Latorca és a Nagy-Pinye völgyéig. Itt emelkedik a Dunavka.

## Vízrajz
A hegység déli oldalán ered a Villye (a Sztára mellékvize), a Sztára, a Viznice és a Matejkova, melyek a Latorcába ömlenek. A Matejkova egyik jobb oldali mellékvízén található a Szkakalo-vízesés.

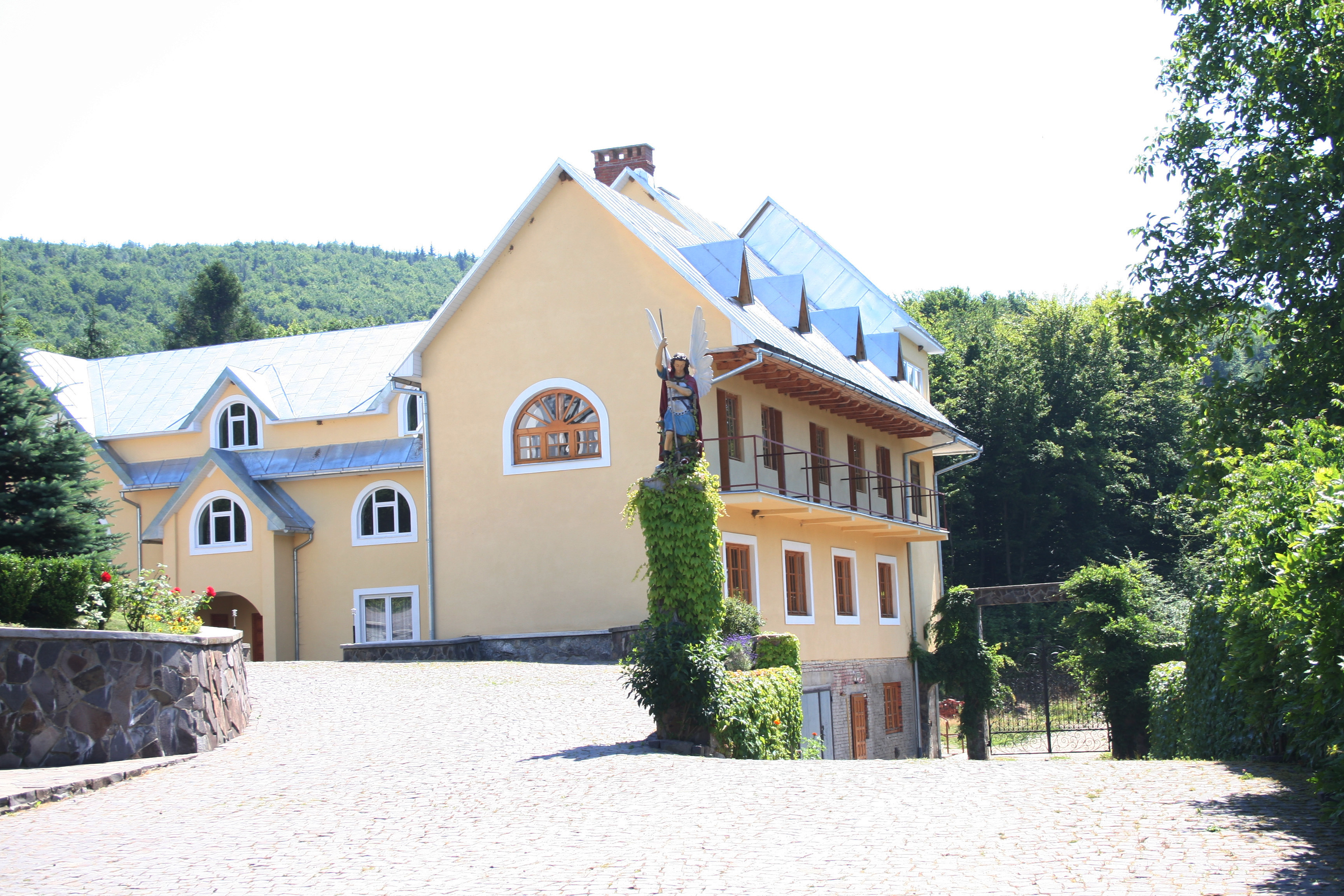
Kékesfüred

## Turizmus
A hegységben található Kékesfüred (Szinyák) üdülőhely.
A Kéklő-hegységet érinti a 2005-ben indult Pilis–Hargita túra útvonala.